# Turó de Malbec
El Turó de Malbec és una muntanya de 621 metres que es troba entre els municipis de Rupit i Pruit, a la comarca d'Osona, i de Sant Hilari Sacalm, a la comarca de La Selva.